# Ground and Pound

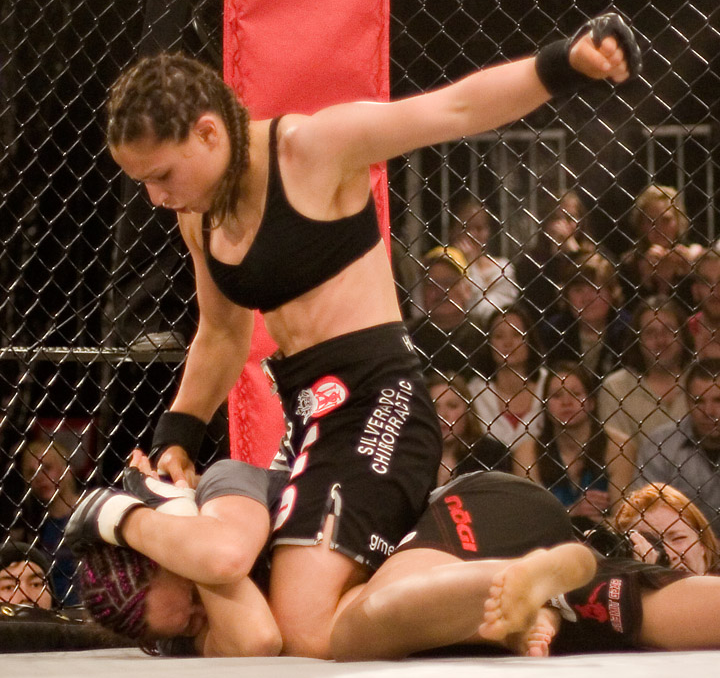
Die MMA-Kämpferin Gina Carano dominiert mit Ground-and-Pound

Ground and Pound (Abkürzung GnP) beschreibt im Mixed Martial Arts die Strategie, den Gegner zu Boden zu bringen und aus einer dominanten Position, in der Regel Mount, aber auch Side Control, seltener Nord-Süd-Position, einen Gegner mit einem Takedown oder Wurf zu Boden zu bringen und zu schlagen. Auch von der Closed Guard aus kann Ground and Pound genutzt werden, um eine Befreiung aus der Guard zu erwirken, insbesondere, wenn der Gegner im Grappling wenig Kenntnisse hat.
Wenn der Gegner die aktive Verteidigung einstellt, wird der Kampf beendet, und der Schlagende hat gewonnen.

## Geschichte des Ground and Pound
Ground and Pound wurde zuerst von Mark Coleman praktiziert, dann von Kämpfern wie Don Frye, Chael Sonnen, Frank Trigg, Jon Jones, Cheick Kongo, Mark Kerr, Frank Shamrock, Tito Ortiz, Matt Hughes, Chris Weidman sowie Khabib Nurmagomedov.
Während die meisten Kämpfer Ground and Pound statisch verwenden, indem sie ihre Gegner unten halten und sie mit kurzen Schlägen von der Mount aus zu attackieren, gibt es einige Kämpfer, welche Ground and Pound dynamisch nutzen, indem sie ihre Gegner aus wechselnden Positionen attackieren. Cain Velasquez ist einer der erfolgreichsten Ground and Pound Fighter in MMA und ist dafür bekannt, seine Gegner beim Übergang zwischen den Positionen weiterhin am Boden zu schlagen.
Fedor Emelianenko, der als einer der erfolgreichsten Kämpfer der MMA-Geschichte gilt, war der erste, der diesen dynamischen Stil des Schlagens im Wechsel zwischen den Positionen verwendete.

## Abgrenzung zu Lay and pray
Im Jahr 2000 prägte MMA-Play-by-Play-Kommentator Stephen Quadros die populäre Formulierung „Lay and pray“ („Liegen und Beten“). Dies bezieht sich auf eine Situation, in der ein Wrestler oder Grappler einen anderen Kämpfer auf der Matte festhält oder kontrolliert hält, um ein Aufstehen zu vermeiden, aber keine Anstalten macht, den Kampf mit einem Knockout oder einer Submission zu beenden.
Die Implikation von Lay and pray ist, dass, nachdem der Ringer/Grappler den Gegner nach unten bringt und ihn „auflegt“, also fixiert, dieser „betet“, dass der Ringrichter sie nicht in die stehende Position zurückbringt.
Dieser Stil wird von vielen Fans als die langweiligste Art des Kampfes angesehen und wird stark dafür kritisiert, dass er absichtlich „Nicht-Action“ schafft, aber er ist effektiv. Einige argumentieren, dass Lay and pray gerechtfertigt ist, und dass es die legitime Verantwortung des niedergeschlagenen Kämpfers ist, sich vor weiteren Angriffen zu schützen.
Viele betrachten John Fitchs Stil als die Verkörperung des Lay and pray.
Auch der ehemalige UFC Weltergewichts-Champion Georges St-Pierre wurde von Fans dafür kritisiert, dass er „auf Sicherheit“ ging und Lay and Pray in seinen Kämpfen anwendete, ebenso wie Bellator-MMA Welterweight Champion Ben Askren, der die Taktik rechtfertigte und erklärte, dass Meisterschaftskämpfe, welche über fünf Runden gehen, viel härter seien, als die üblichen drei.

## Abgrenzung zum Knockout
Ground and Pound grenzt sich dahingehend vom Knockout ab, dass der Gegner beim Knockout tatsächlich entweder gesundheitlich so angeschlagen ist, dass eine weitere Fortführung des Kampfes nicht mehr zu verantworten wäre (technischer Knockout) oder er tatsächlich weggetreten ist.
Dies ist beim Ground and Pound nicht zwingend der Fall. Der Kampf kann auch aufgrund augenscheinlich technischer Dominanz beendet werden, optimalerweise, ehe der Gegner ernsthaft zu Schaden kommt.
Ground and Pound spielt daher praktisch nur im MMA eine Rolle, da in anderen „schlagenden“ Kampfsportarten, wie zum Beispiel K-1, Muay Thai und Boxen der Kampf unterbrochen wird, sobald ein Gegner zu Boden geht.

## Kampfsportmagazin
Angelehnt an die Ground-and-Pound-Technik existiert ein gleichnamiges, deutschsprachiges Kampfsportmagazin, welches monatlich erscheint.